# Lysimachia pterantha
Lysimachia pterantha är en viveväxtart som beskrevs av William Botting Hemsley. Lysimachia pterantha ingår i släktet lysingar, och familjen viveväxter. Inga underarter finns listade i Catalogue of Life.